# カール・ジョンソン (グランド・セフト・オート)
カール・ジョンソン(Carl Johnson、通称CJ)は、ロックスター・ゲームスが2004年に発売したクライムアクションゲーム『グランド・セフト・オート・サンアンドレアス』に登場する架空の人物であり、同作品の主人公。声優はヤング・メイレイが担当した。

## キャラクターデザイン
CJを演じたヤング・メイレイ(Young Maylay)によれば、開発チームがCJをモデル化するためにメイレイの「かなりプロ級」の写真を撮影していたという。

### カスタマイズ
グランド・セフト・オートシリーズの過去作の主人公とは異なり、プレイヤーはCJのヘアスタイル 、タトゥー 、衣類を購入し自由に変更できるため、外観のカスタマイズ性は高い 。特定の服、タトゥー、ヘアスタイルはギャング仲間におけるCJの名声だけでなく、ガールフレンドに対する性的魅力も向上させる。
ゲーム内の乗り物を運転・操縦することで、それぞれの乗り物に応じた運転・操縦スキルが向上する。銃火器についても同様である。
また、筋肉やスタミナなどのスキルを向上させることもできる。

## 特徴
ロスサントス(Los Santos)を根城とするギャング「グローブストリート・ファミリーズ」(Grove Street Families) のメンバー。家族は兄のスウィート、妹のケンドルが登場するほか、母のビバリーと弟のブライアンも名前のみ語られる（いずれも故人）。
CJの性格は過去のシリーズ作品に登場した主人公達とは著しく異なっており、『GTAIII』のクロードや『GTAVC』のトミー・ベルセッティは両者とも殺人行為に何ら後悔の念を感じないソシオパス的キャラとして描写されているが、CJは暴力的な性格ではなく、自身が制裁を下した者に名誉挽回の機会を与える事もある。また、ファミリーズを裏切ったライダーとビッグ・スモークを殺さざるを得なくなった事に対し、深い後悔の意を示している。
一方で、他のギャングのメンバーを殺害することに抵抗はない様子であり、ファミリーズの縄張り奪還の障害になったり、ビジネスを妨害する者は誰でも積極的に始末しようとする。
CJの素朴な性格や未熟さは、他の登場人物（特にトゥルースやカタリーナ）からその知性を疑われることがある。

## ストーリー
1992年、アメリカ合衆国サンアンドレアス州。5年前、弟の死をきっかけに故郷グローブストリートを離れ、東海岸のリバティーシティで暮らしていたCJは、母親が何者かに殺されたという一報を受け、ロスサントスへの帰郷を決める。
帰着早々、CJは因縁ある汚職警官フランク・テンペニーらに見つかり、彼らが犯した警官殺しの罪を擦り付けられ、以降、彼らの汚れ仕事を請け負うことを強要される。ようやく実家のグローブストリートに戻ってきたCJであったが、兄のスウィートが率い、かつて自身も所属していたギャング「グローブストリート・ファミリーズ」は、ドラッグと抗争の末に弱体化の一途を辿っていた。
スウィートに裏切り者扱いされ責められるCJはファミリーを立て直すと言い、古参メンバーであるビッグ・スモークやライダーらと協力してファミリーを再結集させ、敵対組織「バラス」に奪われたシマを取り返す。テンペニーからドラッグの密売などを手伝わされつつも、CJはファミリーのために精力的に働き、ドラッグを一掃して組織は往年の輝きを取り戻していく。また、妹ケンドルの恋人でヒスパニック系ギャング「バリオス・ロス・アステカ」のリーダーであるシーザーとも出会い、親友となる。
CJの働きによってグローブストリート・ファミリーズは過去最大の規模となり、スウィートはバラスの主要メンバーを襲撃し、一気に抗争を終わらせることを画策する。そんな折、シーザーに呼び出されたCJは、ビッグ・スモークやライダーがテンペニーやバラスの一味と一緒にいることを教えられる。さらに彼らはCJの母を殺害した犯人が乗っていた車を隠していた。ビッグ・スモークらの裏切りを知って激怒するCJであったが、同時に兄のバラス襲撃も罠だと気づき、急いで救援に向かう。間一髪でスウィートを助けることには成功したものの、テンペニーの差し金で現場にやってきた警察に2人とも逮捕されてしまう。テンペニーが裏で支配する中、ファミリーの実権を握ったビッグ・スモークとライダーはバラスとの同盟を宣言し、再びグローブストリートにはドラッグが蔓延するようになる。
ロスサントスを牛耳るために邪魔なCJとスウィートを逮捕させたテンペニーであったが、CJには利用価値を見出し、彼のみロスサントスから追放という形で釈放する。テンペニーは監獄にいるスウィートを人質として、自身の裏仕事の手伝いや自身への汚職捜査の妨害などを行わせる。それら仕事の一方で、CJは再びファミリーを取り返すために田舎で資金やコネを得るため奔走し、シーザーや彼の従姉妹カタリーナ、ヒッピーのトゥルース、チャイニーズマフィアのウージーと出会う。最終的にカタリーナの新しい彼氏（『III』の主人公）とのカーレースに勝利してサン・フィエロのガレージの権利証を手に入れ、田舎より脱出する。サン・フィエロにて新たにジェスロやドウェイン、さらにゼロを加えてガレージ経営をしつつ、テンペニーのドラッグ組織の正体を探るCJとシーザーは、サン・フィエロを拠点とする「ロコ・シンジケート」が関わっていることを知る。CJは幹部のジジー・Bに近づいて組織の情報を得ると壊滅させるために幹部らを襲撃し、ジジー・Bとティーボーン・メンデス、さらには裏切り者ライダーの殺害に成功する。また、逃走を図ったリーダーのマイク・トレノが乗ったヘリコプターを撃墜させ、彼らの麻薬工場も破壊する。
スウィートのことを心配しつつ、さしあたって報復に満足していたCJは、突如謎の人物よりラスベンチュラス郊外の砂漠に呼び出される。その正体は死んだはずのトレノであり、実は彼は政府機関のスパイでロコ・シンジケートを隠れ蓑に諜報任務を行っていたという。トレノは仕事に支障が出たとCJを非難しつつ、スウィートを助ける代わりに滞った政府の仕事をCJに請け負わせる。一方、ウージーはラスベンチュラスのカジノ事業に乗り出し、CJを共同経営者に据える。そしてその邪魔となるイタリア系マフィアらを弱体化させ、さらに巨額の利益を得る。また、CJはかつて自分のせいで落ちぶれた人気ラッパーのマッド・ドッグを自殺未遂から救出し、彼の信頼を得る（マッド・ドッグは自分が落ちぶれた原因がCJのせいとは知らない）。
一方、様々な妨害工作も実らず、テンペニーは警察の内部調査によって追い込まれ始めていた。テンペニーはCJに調査官の殺害を命じるが、同時に密告者であった部下のヘルナンデスも殺害する。さらには口封じのためCJの命も狙うが、これには失敗し、CJはテンペニーの腹心プラスキーを返り討ちにして殺害する。
マッド・ドッグの復帰に合わせ、CJは彼のマネージャーとなり、バラスに乗っ取られた彼の元の拠点を取り返す形でロスサントスに帰還を果たす。さらにトレノも今までの仕事ぶりに感謝し、約束通りスウィートを釈放する。大カジノの経営者かつ人気ミュージシャンのマネージャーとして成功を収めたCJは、スウィートにもはやギャングは辞めて自分のビジネスに参加するよう誘うが、彼はグローブストリートに拘り、CJを非難する。仕方なくCJは兄を守るため、再びギャング抗争に身を投じ、バラスらのシマを奪い、ファミリーを再建していく。
この頃、テンペニーにはついに汚職で起訴されるも、裏で手を回し不起訴となる。その結果、ロスサントスで暴動が発生する。その中でCJはついにビッグ・スモークの居場所を突き止め、要塞化されたバラスの拠点に籠もる彼を襲撃し、裏切りの落とし前をつけさせる。直後、テンペニーが現れ、死んだビッグ・スモークの金を奪って街からの逃走を図る。消防車で逃走するテンペニーをCJとスウィートが追いかける激しいカーチェイスが始まり、その末にテンペニーはグローブストリート近くの橋から消防車ごと転落し致命傷を負う。テンペニーはCJに捨て台詞を吐くと、そのまま息絶えた。
最後、CJはグローブストリートの実家にて仲間たちやギャング・ファミリーたちとパーティを開き、勝利を祝ったところでゲームは終了する。

## 影響と分析
声優のヤング・メイレイはCJを演じる時彼は自分の人生の影響を受けていると述べた。「（開発チームは）本物のLAを望んでいた、それが私の出身であり、彼らはそれを知っていたので、それが私が彼らに与えたものだ」と述べ「メイレイをCJに入れた。私は台本の変更をあまりすることなくできる限り彼を私にした」と付け加えた。

## 評価
『グランド・セフト・オート・サンアンドレアス』のリリース後、カール・ジョンソンのキャラクターは批評家の賞賛を受け、多くのコンピュータゲームのベストキャラクターのリストに含まれるようになった。彼はIGNのJesse Schedeenの「Grand Theft Auto Favorite Badasses」リストに含まれた。彼らは「全てのGTAゲームの全ての主人公の中でカール・「CJ」・ジョンソンのように説得力のある或いは率直なワルはほとんどいない」と述べ、またキャラクターのカスタマイズ性と利用可能なアセットを称賛した。Crave OnlineのPaul Tamburroも彼らの「最も記憶に残るGTAキャラクタートップ10」(Top 10 Most Memorable GTA Characters)の8位に挙げ、「いつ無慈悲な大量虐殺をしていつしないようにするかを考えていたキャラクターを操作するのは爽快だった」と述べた。Sabotage Timesの マシュー・クーパーは、 彼のGrand Theft Autoシリーズのキャラクタートップ10リストにCJを入れ、彼を他の主人公達から際立たせているものは「良心を持って登場したのが彼が初めてであり、初めて数多の人々を殺すのを楽しんではいないように見えた」との事実だと語った。
GameDailyはコンピュータゲームで最高の黒人キャラクターのリストの中にカールを入れ、彼は「本当のギャングというよりむしろスラム街生まれのジェームズ・ボンド」なので、彼はネガティブなステレオタイプを強めるという考えを拒んだ 。同様に、 Complex Gamingのラリー・ヘスターはカールをコンピュータゲームの黒人キャラクターベスト10のリストの2番目に位置づけ、彼を「良心を持つギャングの一員」と名付けた。カールはまた GamesRadarの「コンピュータゲームのベストヒーロー100」(the 100 Best Heroes in Video Games)リストで第77位にランクインし、「(Grand Theft Auto)ヒーローで彼と同じくらいカリスマ性があるヒーローは殆どおらず、将来的にもそうなる事はほとんどないだろう」と述べた。UGO Networksは、カールを彼自身の実写映画に最もふさわしい2人目のキャラクターと位置付けた。
2008年、The Ageはカールを史上33番目に優れたXboxキャラクターとしてランク付けし、Grand Theft Autoの「最も謙虚な」アンチヒーローとして、そして「あらゆる主要なコンピュータゲームで最初の強力なアフリカ系アメリカ人の主人公の一人」として彼に言及した。2012年にGamesRadarはゲームの「最も記憶に残り、影響力があり、そしてワルな」(most memorable, influential, and badass)主人公のリストの77番目にカールを載せ、「彼と同じくらいカリスマがあるGTAヒーローは殆どおらず、将来的にもそうなる事はほとんどないだろう」と語った。カールは最終的には入ることはなかったが、Game Informerのスタッフは彼らの「10年を定義する30のキャラクター」(30 characters that defined a decade)コレクションに彼を含めることを検討しており、Matt Helgesonは「彼は容易く別のギャングのステレオタイプになることができたがサンアンドレアスの終わりまでに私達はCJを欠点はあるが最終的には最悪の状況で最善を尽くした善人と見なした」と語っている。